# モンティ・ホール問題

モンティ・ホール問題
閉まった3つのドアのうち、当たりは1つ。プレイヤーが1つのドアを選択したあと、例示のように外れのドアが1つ開放される。残り2枚の当たりの確率は直感的にはそれぞれ 1/2（50%）になるように思えるが、はたしてそれは正しいだろうか。

モンティ・ホール問題（モンティ・ホールもんだい、英: Monty Hall problem）とは、確率論の問題で、ベイズの定理における事後確率、あるいは主観確率の例題の一つとなっている。一種の心理トリックになっており、確率論から導かれる結果を説明されても、なお納得しない者が少なくないことから、モンティ・ホール・ジレンマ、モンティ・ホール・パラドックスとも称される。「直感で正しいと思える解答と、論理的に正しい解答が異なる問題」の適例とされる。
1975年、統計学者スティーブ・セルビンによって提起され、解かれた。名前の由来となったのは、モンティ・ホール（Monty Hall, 本名：Monte Halperin）が司会者を務めるアメリカのゲームショー番組、「Let's make a deal」の中で行われたゲームだった。
1990年、ニュース雑誌「Parade」にて、マリリン・ヴォス・サヴァントが連載するコラム「マリリンにおまかせ」がこの問題を取り上げ、論争を巻き起こし、有名となった。
なお、モンティ・ホール問題と実質的に同型である「3囚人問題」については、かつて日本で精力的に研究された。

## 概要
1975年2月、統計学者スティーブ・セルビンが学術誌「The American Statistician」に宛てた手紙の中で初めて提起し、解いた。
彼は、同年8月に2通目の手紙を書き、その中でこの問題を「モンティ・ホール問題」と名付けた。

1990年9月9日発行のニュース雑誌「Parade」で、マリリン・ヴォス・サヴァントが連載するコラム「マリリンにおまかせ」に、読者から下記の質問が投稿された。これはスティーブ・セルビンのモンティ・ホール問題と同じ問題である。
| 「 | ＜投稿された相談＞ プレーヤーの前に閉じた3つのドアがあって、1つのドアの後ろには景品の新車が、2つのドアの後ろには、はずれを意味するヤギがいる。プレーヤーは新車のドアを当てると新車がもらえる。プレーヤーが1つのドアを選択した後、司会のモンティが残りのドアのうちヤギがいるドアを開けてヤギを見せる。 ここでプレーヤーは、最初に選んだドアを、残っている開けられていないドアに変更してもよいと言われる。 ここでプレーヤーはドアを変更すべきだろうか？ | 」 |

これにサヴァントは次のように回答した。「正解は『ドアを変更する』である。なぜなら、ドアを変更した場合には景品を当てる確率が2倍になるからだ」。すると直後から、読者からの「彼女の解答は間違っている」との約1万通の投書が殺到し、本問題は大議論に発展した。

### 答えをめぐっての騒動
1度目の説明
投書には、1000人近い博士号保持者からのものも含まれていた。その大部分は「ドアを変えても確率は五分五分（2分の1）であり、3分の2にはならない」とするものであった。サヴァントは投書への反論を試み、同年12月2日、数通の反論の手紙を紹介した。
- ジョージ・メイソン大学　ロバート・サッチス博士「プロの数学者として、一般大衆の数学的知識の低さを憂慮する。自らの間違いを認める事で現状が改善されます」
- フロリダ大学　スコット・スミス博士「君は明らかなヘマをした（中略）世界最高の知能指数保有者である貴女が自ら数学的無知をこれ以上世間に広める愚行を直ちに止め、恥を知るように！」

2度目の説明
サヴァントは、より簡易にした表を掲載し、「ドアを変えれば勝てるのは3回の内2回、負けるのは3回の内1回だけ、しかしドアを変えなければ勝てるのは3回の内1回だけ」と述べる。この問題に関する1991年2月17日付、3回目の記事の段階でサヴァントに対する反論は9割程度を占める。
* E・レイ・ボボ博士「（前略）現在、憤懣やるかたない数学者を何人集めれば、貴女の考えを改める事が可能でしょうか？」
3度目の説明
「現実が直観と反する時、人々は動揺する」とサヴァントはコラムで反論の声に応じ、下記の説明を試みる。
| 「 | 司会者がドアを開けてみせた直後に、UFOがステージに到着して「宇宙人」が出てきたと仮定する。 人間の出場者が最初に選んだ扉を宇宙人は知らずに、司会者がまだ開けられていない2つの扉のどちらかを選択するよう宇宙人に勧めると、この時の確率が五分五分になる。しかし、それは宇宙人が「本来の出場者が司会者から得たヒント」を知らないためである。 仮に、景品が扉2にある場合司会者は、扉3を開ける。扉3に景品がある場合は、扉2を開ける。つまり、景品が扉2または扉3にあるなら、出場者が扉の選択を変えれば勝利する。『どちらかでも勝てるのです！』 でも、扉を変えなければ、扉1に賞品がある場合しか勝てないのです。 | 」 |

サヴァントの再再々解説でも大論争へと発展、「彼女こそ間違っている」という感情的なジェンダー問題にまで飛び火した。
有識者による証明によって収束
数学者ポール・エルデシュの弟子だったアンドリュー・ヴァージョニが、本問題を自前のパーソナルコンピュータでモンテカルロ法を用いて数百回のシミュレーションを行うと、結果はサヴァントの答えと一致。エルデシュは「あり得ない」と主張していたがヴァージョニがコンピュータで弾き出した答えを見せられサヴァントが正しかったと認める。
その後、カール・セーガンら著名人らがモンティーホール問題を解説するようになると、サヴァントの答えに反論を行なっていた人々は、ようやく誤りを認めるようになった。
サヴァントは、「最も高い知能指数を有する者が、子供でもわかる些細な間違いを新聞で晒した」などの数多くの非難に対して、3回のコラムをこの問題にあて、激しい反論の攻撃に耐えて持論を擁護し通し、証明した。それによると、ドアの数を100万に増やした例まで挙げて説明しても正しく理解してもらえなかったとのことである。
なお、サヴァントの本の183頁以降に、ミズーリ大学のドナルド・グランバーグ教授が補遺を記載している。それによると、モンティ・ホールジレンマに関しては、コラムでの議論ののちに、「アメリカン・スタティスティシャン」「アメリカン・マスマティカル・マンスリー」「マスマティカル・サイエンティスト」「マスマティクス・ティーチャー」「ニューヨークタイムズ」等の媒体で細部まで議論され、その結果、サヴァントの解答は基本的に正しいとされたとのことである。

### ゲームのルール
(1) 3つのドア (A, B, C) に（景品、ヤギ、ヤギ）がランダムに入っている。
(2) プレイヤーはドアを1つ選ぶ。
(3) モンティは残りのドアのうち1つを必ず開ける。
(4) モンティの開けるドアは、必ずヤギの入っているドアである。
(5) モンティはプレイヤーにドアを選びなおしてよいと必ず言う。
このうち (3) と (4) の条件が重要である（ベイズの定理でいう事後確率が有効になる）。
もし (3) が決められていなければ、例えば開けるかどうかモンティが決められるなら、このゲームはプレイヤーとモンティの心理戦であり、確率の問題ではない。
また、(4) の条件次第では答えが逆になったり、答えを定めることができなかったりする。つまり、モンティが景品を出してしまう可能性があるなら、問題の大前提が変わってしまう。
大騒ぎとなった最大の原因として、ルールに対する数学的な説明が無く「解釈」の余地があったことで、数学的に正しいルールが決まるまで決着が付かなかった。

## 直感と理論の乖離
この問題を巡る人々の反応は、冒頭のエピソードにあるように、『どちらを選んでも変わらない』とする意見が多かった。
ドアが2つになった時点で、プレイヤーが改めてコイントスによって決めなおしたと仮定すると、景品を得る確率はコイントスから生じる確率1/2そのものとなる（それまでの確率 1/3 と 2/3 との選択を止めることになるため）。
ところが、2枚のドアの価値は、ルール (1) - (4) で確率の高い（価値のある）選択をすることが可能となっている。つまり、『どちらを選んでも変わらない』は誤りである。

## 考え方
モンティ・ホール問題は、以下のように考えると理解しやすい。

### 全パターンを一覧表にする方法
最もシンプルな考え方として、全てのパターンを一覧表にする方法が挙げられる。視覚的に理解しやすく、小中学生でもわかりやすい解決法である。
3つのドアに「1つのアタリ」と「2つのハズレ」を配置している(A)(B)(C)の3パターンにおいて、それぞれ最初にドア1を選んだ後に「留まるか」「変更するか」の結果を示している。
| パターン | ドア 1 | ドア 2 | ドア 3 | 司会者のドアの選択   | ドア1に留まった場合 | 他のドアに変更した場合 |
| -------- | ------ | ------ | ------ | -------------------- | ------------------- | ---------------------- |
| (A)      | アタリ | ハズレ | ハズレ | 2か3を任意に選択する | 勝利                | 敗北                   |
| (B)      | ハズレ | アタリ | ハズレ | 3をかならず選択する  | 敗北                | 勝利                   |
| (C)      | ハズレ | ハズレ | アタリ | 2をかならず選択する  | 敗北                | 勝利                   |
| 勝率     | ---    | ---    | ---    | ---                  | 1/3                 | 2/3                    |

パターン(A)(B)(C)の出現率は、確率的に1/3ずつである。また、パターン(A)において、司会者が2か3どちらを選んでも、プレイヤーは「変更するか変更しないか」の選択肢しかないため、この3パターンで説明できる。
上記の一覧表を見れば分かる通り、最初の選択「ドア1」を維持するプレイヤーは、1/3の確率でしか勝利できない。しかし、選択を変更したプレイヤーは2/3の確率で勝利できる。ドアを変更することで、勝率が2倍になっていることが確認できる。
最初にアタリを選んだ場合
その場合にはパターン(A)となり、ドアに留まった場合にはアタリとなり、ドアを変更してしまうとアタリを獲得できない。(A)(B)(C)の3パターンにおいて、プレイヤーが留まって勝利できるのは、このパターン(A)のみである。
最初にハズレを選んだ場合
その場合にはパターン(B)(C)となり、もう一方のハズレはもう選ぶことができないため、プレイヤーはドアを変更してアタリを獲得することになる (司会者はその位置を明らかにする必要がある)。
したがって、切り替え戦略を使用すると勝敗は、プレイヤーが最初にハズレ (⁠確率 2/3⁠)を選択したか、アタリ (確率 ⁠1/3⁠⁠) を選択したかによってのみで決まる。その後、司会者が選択しなかったドアの1つにハズレを明らかにしたという事実は、最初の確率については何も変わらない。

### ハズレに色を付ける方法
- ドアの位置は考えなくても良い。
- 最初の選択で発生するのが3パターン（当たりか、ハズレ (青) か、ハズレ (赤)）だと覚えておく。

```
  最初の選択 / 残りのドアの中身
　　　　　　　（位置は考えなくてよい）
  　　↓　　　　　　　↓ 
A 　当たり　 / ハズレ (青) ・ ハズレ (赤)
 
B ハズレ (青) / 　当たり　 ・ ハズレ (赤)
 
C ハズレ (赤) / 　当たり　 ・ ハズレ (青)

```

- 最初の選択で当たりを引けるケースは1つ (A) 、ハズレを引いてしまうケースは2つ (B,C) ある。
- 2回目の選択ではハズレが1つ除外されているため、当たりを引くケースは2つ (B,C) 。ハズレを引くケースは1つ (A) となる。

#### ポイント
- 最初に自分がハズレを引いていれば、2回目はドアを変えれば確実に当たりが出る（残りのハズレが除外されているため）。
- 最初に当たりを引いているケースは1つしかないが、ハズレを引いているケースは2つあるので、変えるほうが得である。

#### ワナ
- 「最初にハズレを引くケースは1つ多い」を忘れていると、2回目の確率が50%に見えてしまうこと。
- 最初にハズレを引くケースは2つあるので、確率は50%ではない。

### ドアに印を付ける方法
1. そのドアに景品が入っていることを ○ で示す。
2. ドア A, B, C が ○ である確率は、それぞれ 1/3 である。
3. 「ドア A が ○ である確率」は 1/3 であるが、「B または C が ○ である確率」は 2/3 である。
4. ドア C を開いたあとでも、「B または C が ○ である確率」は 2/3 である。
5. ドア C を開いて、C が ○ ではないと判明したあとでは、「B が ○ である確率」は、「B または Cが ○ である確率」と等しい[注釈 2]。その確率は 2/3 である。
6. 「A が ○ である確率」は 1/3 であるが、「B が ○ である確率」は 2/3 である。

### 最初にハズレのドアを選ぶ方法
1. 当たりのドアを選ぼうとせず、わざとハズレのドアを選ぶ。
2. その後モンティが、もう一つのハズレのドアがどれかを教えてくれるので、残ったドアが当たりのドアである。
3. 当たりのドアがどれか判明したので、最初に選んだハズレのドアから当たりのドアに変更する。

最初にハズレのドアを選ぶことができれば、上記手順で確実に当たりのドアを開けることができる。最初にハズレのドアを選ぶことができる確率は2/3であるので、この手順に従えば（つまりドアを変更すれば）2/3の確率で当たりのドアを開けることができる。
この1.の「当たりのドアを選ぶ」か「ハズレのドアを選ぶ」かは気持ちの問題であり、確率的な影響はまったくないことに注意を要する。3.でドアを変更することへの抵抗感をなくす効果しか持っていない。
よって2.においてモンティが「もう一つのハズレのドアがどれかを教えてくれる」のではなくモンティも当てようとする（モンティが当てたらプレイヤーは自動的に外れる）場合には、1/3の確率で2.でモンティが当ててしまうので、3.にたどり着くのはモンティが2/3の確率で外した場合に限る。この場合3.にたどり着いた時点で残る確率は、変更すると当たる確率1/3（2/3だった確率のうち1/3をモンティが使って（そして外して）しまった）と、変更すると外れる確率1/3とになり、ドアを変更してもしなくても確率は等しいという直感通りの確率になる。
つまり、2.でモンティが2/3の確率のうち1/3を使ってハズレのドアを開けてしまうのではなく、確実に（確率を減らさずに）ハズレのドアを開けることが直感通りにならない要因である。
これを変形させた考え方もできる。
1. 最初プレイヤーが当たりを引く確率は1/3である。
2. ドアを変更しない場合はそのまま1/3の確率である（変更しないのであればモンティがドアを開けようが開けまいが確率は変わらない）。
3. モンティがドアを開けた後にドアを変更する場合、最初に選択したドアがハズレであれば変更後のドアは当たりが確定である。つまり、最初に選択したドアがハズレである確率＝ドアを変更した場合に当たりを引く確率である。
4. 最初の選択で当たりを引く確率は1/3、ハズレを引く確率は2/3である。
5. ゆえに、ドアを変更した場合の当たりを引く確率は2/3と考えられる。

### 100枚のドアを使う方法
1. ゲームには100枚のドアが使われるとする。
2. プレイヤーが最初のドアを選んだとき、このドアの当たりの確率は1％。残りのドアになる確率は99％となる。
3. モンティが残り99枚のドアのうち、98枚を開けてヤギを見せる。
4. プレイヤーは2回目の選択をする。

プレイヤーが2回目の選択をする際、1/100の確率のドアと、99/100の確率のドア、どちらが当たる確率が高いかは明白である。最初にプレイヤーが選んだ1枚のドアと、「残り99枚のうちで、正解を知っているモンティが開こうとしなかった、ただ1枚のドア」の確率が相違していることは、直感で理解が可能であろう。

### その他の方法
または、こう考えることもできる。
1. プレイヤーは1回目の選択をする。この時点では確率は全て等しい。
2. 番組側は残りのドアをひとまとめにし、どれを開けても結果は共通と宣言する。
3. プレイヤーは2回目の選択をする。

プレイヤーが最初に選択することにより、ひとまとめの対象から（番組側から見てランダムに）外されたドアと、残りすべてのドアでは、価値が等しくないことは明らかである。
また、確率論の基になっている統計の考え方を呼び起こすことで、理解を助けられた実験がある。

### パラドックス
この問題はパラドックスであるといわれることがある。最初からドアが1つ開いた状態で、2つのドアから1つを選ぶという問題であったなら、確率は 1/2 である。それに対して、このゲームによってドアが1つ開いた状態になった場合には、確率は 1/3 と 2/3 になる。このように確率が異なることがパラドックスといわれる理由である。
（これに似た問題として2人の子供の性別問題がある。）
しかし、これは確率の計算に矛盾があるわけではないので、擬似パラドックスである。ドアが2択になった経緯を知っているか知らないかの情報の差がドアの評価に影響しているだけである（単純な話、「最初にプレイヤーがドアを選択する時点での確率」と考えると理解しやすい。なお、１つドアが初めから開いた状態＝単なる2択問題であり、モンティ・ホール問題は成立し得ない）。

## 計算

最初の状態
プレイヤーが選んだ1番のドアが当たりの確率は1/3、残り2枚のドアが当たりの確率は各々が1/3 で、和は 2/3。

モンティがドアを開いた後
「1番のドアが当たりの確率は1/3」および「残り2枚のドアが当たる確率 = 2/3」は変化しない。ただし、後者は 2/3の確率は2番のドアに集中し、3番のドアの当たり確率は 0。

### 数え上げ (ベイズの公式)
自然な仮定の下で、開けるドアを変更すると、プレイヤーが景品を獲得する確率が2倍になることをベイズの公式(ベイズの定理)を使って示す。
簡単化のため、プレイヤーは初めにAのドアを選ぶものとする(プレイヤーが初めにBまたはCのドアを選ぶとしても以下の論法は変わらない)。
標本空間をΩとし(例えば、全ての放映されたモンティ・ホール・ショーのうち、プレイヤーが初めにAのドアを選んだ場合全ての集合と考えることにする)、Ω上で定義された確率をPとする(ここでは、Ωの任意の部分集合Uに対して、P(U)=(Uの要素の個数)/(Ωの要素の個数)と定義することにする)。また、Ω上で定義された「景品があるドア」を表す確率変数をXとし、「モンティが開けるドア」を表す確率変数をYする。XとYの値域は、それぞれ、X(Ω)={A,B,C}、Y(Ω)={A,B,C}である。xをX(Ω)の要素を表す変数とすれば(つまりxはA,B,Cのいずれかの値を取る)、「景品があるドア」がxである確率はPX(x)=P(X-1(x))と表される。同様に、yをY(Ω)の要素を表す変数とすれば、「モンティが開けるドア」がyである確率はPY(y)=P(Y-1(y))と表される。
プレイヤーが初めにAのドアを選び、モンティがBかCのドアを開ける前の時点での結合確率PX,Y(x,y)=P(X-1(x)∩Y-1(y))を考える。ベイズの公式により、条件付確率PX|Y(x|y)=PX,Y(x,y)/PY(y)、および条件付確率PY|X(y|x)=PX,Y(x,y)/PX(x)である。
ここで自然ではあるが、問題文では触れられていない次の仮定を置く。「景品がAのドアにある場合、モンティがBのドアまたはCのドアを選ぶ確率は等しく1/2である」。この仮定が成り立たない場合については後で考察する。
プレイヤーの持っている情報では、景品がA,B,Cのどのドアにあるかの確率は等しく1/3である。つまりPX(A)=PX(B)=PX(C)=1/3である。プレイヤーがAのドアを選んだ場合、モンティはAのドアを開くことは無いので、条件付確率PY|X(A|A)=PY|X(A|B)=PY|X(A|C)=0 である。従ってPX,Y(A,A)=PX,Y(B,A)=PX,Y(C,A)=0 である。景品がAのドアにある場合、モンティがBのドアを選ぶ条件付確率PY|X(B|A)は、上の仮定により1/2であり、ベイズの公式から結合確率PX,Y(A,B)=PY|X(B|A)×PY(A)=1/6となる。モンティがCのドアを選ぶ結合確率PX,Y(A,C)も同様に1/6である。
景品がBのドアにある場合、モンティはAとBのドアを選ぶことはできないのでCのドアを開けざるを得ない。つまりPY|X(B|B)=0であり、PY|X(C|B)=1である。従ってPX,Y(B,B)=PY|X(B|B)×PX(B)=0であり、PX,Y(B,C)=PY|X(C|B)×PX(B)=1/3である。同様に、PX,Y(C,C)=0であり、PX,Y(C,B)=1/3である。
以上を表にまとめると、次のようになる。
| 結合確率PX,Y(x,y)= P(X-1(x)∩Y-1(y)) | 結合確率PX,Y(x,y)= P(X-1(x)∩Y-1(y)) | 確率変数Y (モンティが開けるドア) | 確率変数Y (モンティが開けるドア) | 確率変数Y (モンティが開けるドア) | PX(x)= P(X-1(x)) |
| 結合確率PX,Y(x,y)= P(X-1(x)∩Y-1(y)) | 結合確率PX,Y(x,y)= P(X-1(x)∩Y-1(y)) | y=A                              | y=B                              | y=C                              | PX(x)= P(X-1(x)) |
| ----------------------------------- | ----------------------------------- | -------------------------------- | -------------------------------- | -------------------------------- | ---------------- |
| 確率変数X (景品があるドア)          | x=A                                 | 0                                | 1/6                              | 1/6                              | 1/3              |
| 確率変数X (景品があるドア)          | x=B                                 | 0                                | 0                                | 1/3                              | 1/3              |
| 確率変数X (景品があるドア)          | x=C                                 | 0                                | 1/3                              | 0                                | 1/3              |
| PY(y)= P(Y-1(y))                    | PY(y)= P(Y-1(y))                    | 0                                | 1/2                              | 1/2                              | P(Ω)=1 (全確率)  |

表からわかるように、プレイヤーの持っている情報では、モンティがBのドアを開ける確率PY(B)またはCのドアを開ける確率PY(C)は等しく1/2である。
モンティがCのドアを開けた瞬間、プレイヤーの持っている情報は、条件付確率PX|Y(x|C)となる。ベイズの公式によりPX|Y(x|C)=PX,Y(x,C)/PY(C)であるから、PX|Y(A|C)=1/3、PX|Y(B|C)=2/3、PX|Y(C|C)=0となる。つまり、景品がAのドアにある確率は1/3であり、Bのドアにある確率は2/3である。従って確かに、プレイヤーが開けるドアをAからBに変更すれば、景品を獲得する確率は2倍になる。モンティがBのドアを開けた場合も全く同様になる。

### 「景品がAのドアにある場合、モンティがBのドアまたはCのドアを選ぶ確率は等しく1/2である」が成り立たない場合
以下で、上記の仮定「景品がAのドアにある場合、モンティがBのドアまたはCのドアを選ぶ確率は等しく1/2である」が成り立たない場合について考察する。景品がAのドアにある場合、モンティがBのドアを選ぶ確率をr (0≤r≤1)、Cのドアを選ぶ確率を1-rとする。つまりPY|X(B|A)=r、PY|X(C|A)=1-rとする。
この場合の、結合確率PX,Y(x,y)は下表のようになる。r=1/2であれば上の表に一致する。
| 結合確率PX,Y(x,y)= P(X-1(x)∩Y-1(y)) | 結合確率PX,Y(x,y)= P(X-1(x)∩Y-1(y)) | 確率変数Y (モンティが開けるドア) | 確率変数Y (モンティが開けるドア) | 確率変数Y (モンティが開けるドア) | PX(x)= P(X-1(x)) |
| 結合確率PX,Y(x,y)= P(X-1(x)∩Y-1(y)) | 結合確率PX,Y(x,y)= P(X-1(x)∩Y-1(y)) | y=A                              | y=B                              | y=C                              | PX(x)= P(X-1(x)) |
| ----------------------------------- | ----------------------------------- | -------------------------------- | -------------------------------- | -------------------------------- | ---------------- |
| 確率変数X (景品があるドア)          | x=A                                 | 0                                | r/3                              | (1-r)/3                          | 1/3              |
| 確率変数X (景品があるドア)          | x=B                                 | 0                                | 0                                | 1/3                              | 1/3              |
| 確率変数X (景品があるドア)          | x=C                                 | 0                                | 1/3                              | 0                                | 1/3              |
| PY(y)= P(Y-1(y))                    | PY(y)= P(Y-1(y))                    | 0                                | (1+r)/3                          | (2-r)/3                          | P(Ω)=1 (全確率)  |

この場合、もしモンティがBのドアを開けた場合には、その瞬間に、各ドアに景品のある確率は、ベイズの公式によりPX|Y(A|B)=r/(1+r)、PX|Y(B|B)=0、PX|Y(C|B)=1/(1+r)に変化する。
逆に、もしモンティがCのドアを開けた場合には、その瞬間に、各ドアに景品のある確率は、ベイズの公式によりPX|Y(A|C)=(1-r)/(2-r)、PX|Y(B|C)=1/(2-r)、PX|Y(C|C)=0に変化する。
さらに具体的に、「プレイヤーがAのドアを選んだ状態で、景品がAのドアにある場合、モンティは必ずCのドアを選ぶ」、つまりr=0という情報をプレイヤーが持っている場合(例えば今まで放映された番組では、必ずそうしていたという情報を持っているような場合)について考えてみる。
この場合、もしモンティがBのドアを開けた場合には、その瞬間に、各ドアに景品のある確率は、上の式に r=0 を代入して PX|Y(A|B)=0、PX|Y(B|B)=0、PX|Y(C|B)=1に変化し、景品がCのドアにあることが確定する。
逆に、もしモンティがCのドアを開けた場合には、その瞬間に、各ドアに景品のある確率は、やはり上の式に r=0 を代入して PX|Y(A|C)=1/2、PX|Y(B|C)=1/2、PX|Y(C|C)=0に変化する。この場合は「ドアを変えても確率は五分五分（2分の1）であり、3分の2にはならない」というクレームは正しいことになる。
一方、r=0 の場合、モンティがBのドアを開ける確率は1/3であり、Cのドアを開ける確率は2/3である。プレイヤーが、どのような場合でもドアを変えるという戦略を採る場合の景品を得る確率は、1/3×1＋2/3×1/2＝1/3＋1/3＝2/3であり、r=1/2 の場合と変わらないことが分かる。
次に、r が一般の値 (0≤r≤1) であり、プレイヤーは r の値を知っていて、モンティが選択するドアに応じて、最も景品を得る確率が高いドアを選択する場合を考える。
この場合、モンティがBのドアを開けた場合には、Cのドアに景品がある条件付確率PX|Y(C|B)は1/(1+r)、Aのドアに景品がある条件付確率PX|Y(C|B)はr/(1+r)であるから、Cのドアに景品がある確率のほうが大きいか(r<1 の場合)、または等しい(r=1 の場合)。
逆に、モンティがCのドアを開けた場合には、Bのドアに景品がある条件付確率PX|Y(B|C)は1/(2-r)、Aのドアに景品がある条件付確率PX|Y(A|C)は(1-r)/(2-r)であるから、Bのドアに景品がある確率のほうが大きいか(r>0 の場合)、または等しい(r=0 の場合)。
結局、モンティがBまたはCのどちらのドアを選んだ場合でも、プレイヤーがAとは別の残りのドアを選んだ方が、選択をAのドアのまま変えない場合より景品を得る確率は高いか等しくなる。
これらの場合、モンティがBのドアを選ぶ確率は、上表から(1+r)/3であり、Cのドアを選ぶ確率は、(2-r)/3である。従って、モンティがBまたはCのどちらのドアを選ぶにしても、プレイヤーはAとは別の残りのドアを選ぶという戦略を採る場合に景品を得られる確率は、(1+r)/3×1/(1+r)＋(2-r)/3×1/(2-/r)＝1/3＋1/3＝2/3であり、これはrの値に関係なく成立することが分かる。
つまり、モンティがドアの選択について、どのような傾向を持っているかという情報を、プレイヤーが持っているか、いないかにかかわらず、プレイヤーはドアの選択を変更する戦略を採る方が、景品を得る確率は高くなり、その場合に景品を得られる確率は、モンティのドア選択の傾向(r の値)に関係なく2/3であることが分かる。

当たる確率のシミュレーション
青：変更せず / 赤：変更する

### シミュレーション
簡単なプログラムでシミュレーションを行い、答えを導くこともできる（図）。このグラフでは、変更したドアに景品があった回数の累計が、変更しなかった場合の約2倍となっている。

## 変形問題
ルールを変更することで例題の理解を助けたり、統計論の別の課題を説明する試みが行われている。

### 変更ルール1
(4) モンティは景品のあるドアを知っている。どちらを開けるかコイントスで決めるが、選んだドアが景品の場合はもう片方のドアに変更する。
このルールは結局ドアの選び方に変化はないので、解答は「開けるドアを変更する」である。

### 変更ルール2
(4) モンティは景品のあるドアを知らない。どちらを開けるかコイントスで決めるが、選んだドアが景品の場合は番組スタッフが中身を入れ替える。
これは、前のルールで最後にモンティがドアの選択を変更していたところをスタッフが代わりにやっているだけであり、解答は「開けるドアを変更する」である。
このルールではドアを変更したほうがよいことが直感的に分かる。残ったドアに景品が移動してくることはあっても、出ていくことはないからである。数値で示すと、プレイヤーが最初から正解していた確率は 1/3、モンティが正解して景品が移動した確率も 1/3、二人ともハズレであった確率も 1/3 である。景品は必ず最後の扉に移動するので、最後の扉に景品がある確率は 2/3 である。

### 変更ルール3
(4) モンティはどちらを開けるかコイントスで決め、中身にかかわらず開ける。
モンティが景品を出してしまった場合はゲーム終了と仮定して、モンティがヤギを出したらプレイヤーはドアを変更すべきだろうか？この場合の正解はどっちを選んでも確率は 1/2 となり、変更してもしなくてもよいのである。
モンティが景品を出す確率は1/3、ヤギを出す確率は 2/3 である。景品を出したらゲームは終了するので、ヤギを出した場合の2/3の内訳を考えると、プレイヤーが選んだドアに景品がある確率1/3と、最後のドアにある確率1/3になる。
この場合、プレイヤーもモンティも正解に関係なくドアを選ぶので、先に景品を入れる必要はなく、後から景品の位置をランダムに決めても結果は等価となる。

### 変更ルール4
(3) モンティは景品のあるドアを知っている。コイントスでヤギのドアの片方を選び、プレイヤーの選択にかかわらず開ける。
モンティがプレイヤーの選んだドアを選んだ場合はゲーム終了と仮定して、モンティがヤギを出したらプレイヤーはドアを変更すべきだろうか？この場合も変更ルール3同様、変更してもしなくてもよいのである。

### 変更ルール5
(3) モンティは景品のあるドアを知っている。最初にプレイヤーが景品のあるドアを選んだ時に限り、ドアを開ける。
このように変更すると、モンティがドアを開けない場合がある。もし、偶然にもモンティがドアを開けたとすると、プレイヤーはドアを変更すべきだろうか？この場合は当然答えは「開けるドアを変更しない」である。
このことから、モンティがドアを必ず開けるというルールは非常に重要だということが分かる。

### 悪魔モンティ
(5) モンティは景品のあるドアを知っていて、プレイヤーが景品のあるドアを選んだ時だけ、変更してよいという。

### 天使モンティ
(5) モンティは景品のあるドアを知っていて、プレイヤーがヤギのいるドアを選んだ時だけ、変更してよいという。

### 心理戦
プレイヤーとモンティの心理戦を想定した例題も試みられている。駆け引きの内容を数値化することで、統計論的に解を求めることができる。
(5) モンティは景品のあるドアを知っていて、プレイヤーが景品のあるドアを選んだ時は100％の確率で、ヤギのいるドアを選んだ時は50％の確率で、プレイヤーが選ばなかったヤギのいるドアを開けて見せ、変更してよいという。
ナッシュ均衡による解では、変更したときに景品を得る確率は1/2となる。つまり、変更してもしなくても変わらない。

## 数学
もとの例題ではルール (3) と (4) が重要とされるのが一般的だが、実はもう一つ重要な前提がある。それは、「プレイヤーが最初に当たりを選んだ場合に、モンティが残るドアのどちらを開けるかについて "癖がない（ランダムに選ぶ）" ことだ。例えば「プレイヤーが最初に当たりのAのドアを選んだ場合は、モンティは必ずBを開く」という可能性があるとすれば、「マリリンの解答は間違っている」というのは必ずしも間違いではない。ここで、「癖がない（ランダムに選ぶ）」ことがいかに重要であるか、具体的に説明する。
プレイヤーがドアAを選んだ場合にモンティがドアBを選択する（選択して開ける）確率を x とすると、ドアBが開いた（もちろん外れ）という条件のもとで、ドアAが当たりである確率は x/(1+x）となる（もちろん、ドアCが当たりである確率は 1/(1+x）である）。
計算法
ドアBが開いたということは、プレイヤーがドアCを選択したかドアAを選択したということである。ドアCを選択した場合は必ず（確率1で）ドアBを開き、ドアAを選択した場合は、確率 x でドアBを開くのであるから、ドアBが開いたという条件で、ドアAが当たりである確率は、xを1＋x で割れば求められる。
よって、確率 x が0超1以下の間の数値を取るとすれば、ドアAが当たりである確率は0から1/2まで変化する（ドアCが当たりである確率は1から1/2まで変化する）。ドアB、Cをランダムに（x＝1/2 の確率で）選択したときに限って、ドアAが当たりの確率は1/3のまま（ドアCが当たりの確率は当初の1/3から2/3に上がる）となる。マリリンの答えは、この特殊な条件を想定したものである。確かに常識的仮定だが、数学的には当然視できるものではない。
なお、先に述べた通り、x が0超1以下の間の数値を取るとき、ドアAが当たりである確率は0から1/2まで変化する一方、ドアCが当たりである確率は1から1/2まで変化する。よって、この前提の場合には、0<x<1のときはドアを変えたほうが当たる確率が高く、x=1のときはドアを変えても当たり確率に変化はないということになり、「ドアを変えたほうが良い」という結論は維持される。